# Durian Gadis
Durian Gadis is een bestuurslaag in het regentschap Banyuasin van de provincie Zuid-Sumatra, Indonesië. Durian Gadis telt 431 inwoners (volkstelling 2010).